# Die Kirchdorfer
 (décembre 2018).
Die Kirchdorfer sont un groupe de schlager allemand. Son nom vient du village de Kirchdorf am Haunpold, près de Bruckmühl, en Bavière.
Le groupe est célèbre pour ses apparitions dans la Hacker-Festzelt à l'Oktoberfest à Munich.

## Histoire
Le groupe de musique est fondé en 1870 par un groupe de musiciens du village, qui se produisent traditionnellement lors de tous les événements laïcs et religieux. En 1974, il introduit le synthétiseur, la basse électrique et la guitare électrique, c'est une révolution dans le secteur classique de la musique de fanfare. Son répertoire s'inspire aussi de James Last.
La distribution varie entre 6 et 21 musiciens (combo/big band), en fonction du type et de la taille de l'événement et du degré d'utilisation de la section de cuivres.
Le groupe acquiert une renommée internationale à partir de 1994 à l’Oktoberfest de Munich, où les Kirchdorfer jouent tous les ans depuis lors. Depuis 2009, le groupe est également engagé lors de la Starkbierfest (pendant le carême) au sein du Löwenbräukeller à Munich. Depuis 2018, les Kirchdorfer jouent également au Starkbierfest Salvator-Ausschank de la brasserie Paulaner au Nockherberg à Munich.
En outre, le groupe donne des concerts en Allemagne, en Autriche et en Suisse et est engagé dans de nombreux pays non européens au moment d'Oktoberfest : Brésil (Oktoberfest de Blumenau), Chili (Kunstmann), Chine, Dubaï, R.D. Congo, Inde, Japon, Namibie (Oktoberfest de Windhoek), Russie, Afrique du Sud, Corée du Sud et Thaïlande (plus de 100 tournées dans 17 pays).

## Discographie
- 1989 : Musik ist Trumpf (Bieber-Tonstudio, Amerang)
- 1999 : Megamix (Kammer-Studio Ludwig Randlinger)
- 2003 : 12 Wiesn-Hits live (DVD), Bayerisches Fernsehen et Hacker-Pschorr
- 2006 : Weiß-Blau klingt's am schönsten, émission de télévision avec Gerd Rubenbauer, Bayerisches Fernsehen
- 2007 : Von Rio bis Shanghai (2007; Bavaria Multimedia Produktion, LC 13538)
- 2012 : Die Kirchdorfer und Bussi Schorsch: Bussi, Bussi Bussi und a Batscherl auf'n Popo (Bussi-Song, LC 13538)
- 2013 : Wir sind Wiesn, émission en direct de l'Oktoberfest de Munich avec Tilmann Schöberl, Bayerisches Fernsehen
- 2014 : Oktoberfest-Party (Bogner Records Rottach-Egern, LC 04861)
- 2014 : Standkonzert "Unter der Bavaria", 28 septembre 2014, Bayerisches Fernsehen (PN:670412)

## Liste des membres
Chanteuses
Cornelia Wild, Angela Oswald, Daniela Pötzelsberger, Gisele Abramoff, Simone Kupsa, Marianne Holzmaier, Christina Denk, Eva Kuperion, Dolores Hahn, Lilia Malearciuc 
Basse électrique, tubas
Martin Kurz, Franz Grabichler, Bylle Baringer, Josef Brandmaier, Mathias Hof, Max Gutsmiedl
Guitare électrique
Markus Weber, Valeri Romanow, Florian Oberhorner, Andreas Eham, Benedikt Dorn, Martin Wilhelm, Max Gutsmiedl
Batterie
Max Winkler, Wolfgang Schmid, Michael Ecklmayr, Max Gutsmiedl, Max Kinker
Percussion
Carlos Sanchez, Hans Förg
Clavier, accordéon, flûte
Thomas Wohlschläger, Burgi Winkler, Willi Stangl, Max Gutsmiedl, 
Trompettes, bugles
Walter Schmelz, Wolfgang Probst, Josef Brandmaier, Rudolf Schmidt, Florian Köllmeier, Rupert Bauer, Waltraud Patzlsperger, Peter Milich, Marinus Probst, Andreas Pfatrisch, Erich Gruber, Hans Janouschek, Mario Wimmer  
Saxophones, clarinettes
Thomas Dirnaichner, Georg Grabichler, Martin Grundl, Peter Braun, Markus Müller, Andreas Liedschreiber, Martin Kuglstatter
Trombone, cor ténor, baryton
Alfred Eisner, Franz-Xaver Kopp, Markus Grabichler, Georg Auer, Gerhard Probst, Max Gutsmiedl, Hans Demberger

## Source de la traduction
- (de) Cet article est partiellement ou en totalité issu de l’article de Wikipédia en allemand intitulé « Die Kirchdorfer » (voir la liste des auteurs).